# Corey Johnson
Pour les articles homonymes, voir Johnson.
Corey Johnson est un acteur américain né le 17 mai 1961 à La Nouvelle-Orléans (Louisiane, États-Unis).

## Filmographie

### Au cinéma
- 1993 : L'Innocent de John Schlesinger : Lou
- 1998 : Il faut sauver le soldat Ryan de Steven Spielberg
- 1999 : La Momie : M. Daniels
- 1999 : Issue de secours (Do Not Disturb) de Dick Maas : Bruno Decker
- 2000 : Harrison's Flowers : Peter Francis
- 2001 : Last Run (en) d'Anthony Hickox : Jon Neely
- 2001 : Cercle vicieux : Max Bergman
- 2001 : La Chute du faucon noir de Ridley Scott
- 2003 : Ultime Vengeance de Michael Oblowitz : Ed Grey.
- 2004 : Hellboy de Guillermo del Toro : Agent Clay
- 2005 : Un coup de tonnerre de Peter Hyams : Christian Middleton
- 2005 : 7 secondes : Tool
- 2006 : Vol 93 de Paul Greengrass : Louis J. Nacke, II
- 2006 : Le Contrat : Davis
- 2007 : The All Together : M. Gaspardi
- 2007 : La Vengeance dans la peau : Wills
- 2008 : The Caller : Paul Wainsail
- 2009 : The Code (Thick as Thieves) : Voutiritsas
- 2009 : Universal Soldier 3 : Colonel John Coby
- 2009 : Phénomènes paranormaux (The Fourth Kind) : Tommy Fisher
- 2010 : Kick-Ass
- 2010 : Pimp de Robert Cavanah : Axel
- 2011 : X-Men : Le Commencement : directeur de la prison
- 2011 : Or noir : Thurkettle
- 2013 : Capitaine Phillips de Paul Greengrass
- 2013 : Maintenant c'est ma vie (How I Live Now) de Kevin Macdonald : officiel du Consulat
- 2015 : Kingsman : Services secrets de Matthew Vaughn : chef religieux
- 2015 : Ex machina d'Alex Garland : pilote d’hélicoptère
- 2016 : Jackie de Pablo Larraín : O'Brien
- 2018 : Titan (The Titan) de Lennart Ruff : Petersen
- 2018 : Private War (A Private War)  de Matthew Heineman : Norm Coburn
- 2018 : Hunter Killer (Hunter Killer) de Donovan Marsh : capitaine de l'USS Tampa Bay
- 2020 : Enemy Lines : général McCloud
- 2021 : Désigné coupable (The Mauritanian) de Kevin Macdonald : Bill Seidel
- 2022 : Batgirl d'Adil El Arbi et Bilall Fallah
- 2022 : Le Couteau par la lame de Janus Metz Pedersen
- 2023 : Kandahar de Ric Roman Waugh
- 2024 : September 5 de Tim Fehlbaum : Hank Hanson

### À la télévision
- 1992 : A Dangerous Man: Lawrence After Arabia (téléfilm) : Reporteur
- 1994 : Under the Hammer (Série TV, 1 épisode) : Peter Pollack
- 1995 : Casualty (série TV, 1 épisode) : Jackson
- 1996 : Over Here (téléfilm) : Webster
- 1997 : Kavanagh (Kavanagh Q.C.) (série TV, 1 épisode) : Eugene Styles
- 2001 : Nash Bridges (série TV, 1 épisode) : Edward Bender
- 2001 : Frères d'armes (série TV, 2 épisodes) : Major Louis Kent
- 2002 : Impact (téléfilm) : Byron
- 2002 : Auf Wiedersehen, Pet (série TV, 1 épisode) : Gary Hathaway
- 2002 : Celeb (série TV, 1 épisode) : Minder
- 2003 : La cible oubliée (téléfilm) : Bobby Willard
- 2005 : Doctor Who (série TV) épisode « Dalek » : Henry van Statten
- 2005 : MI-5 (série TV, 2 épisodes) : Richard Boyd
- 2006 : Foyle's War (série TV, 1 épisode) : Sergent Jack Connor
- 2007 : Sex, the City and Me (téléfilm) : Jeff Moran
- 2009 : The Last Days of Lehman Brothers (téléfilm) : Richard Fuld
- 2017 : Fearless (série télévisée) : Larry Arlman
- 2020 : Devs : un psychologue